# (38514) 1999 TF238
1999 TF238 (asteroide 38514) é um asteroide da cintura principal. Possui uma excentricidade de 0.05061430 e uma inclinação de 10.32552º.
Este asteroide foi descoberto no dia 4 de outubro de 1999 por CSS em Catalina.